# Marguerite-Marie Dubois

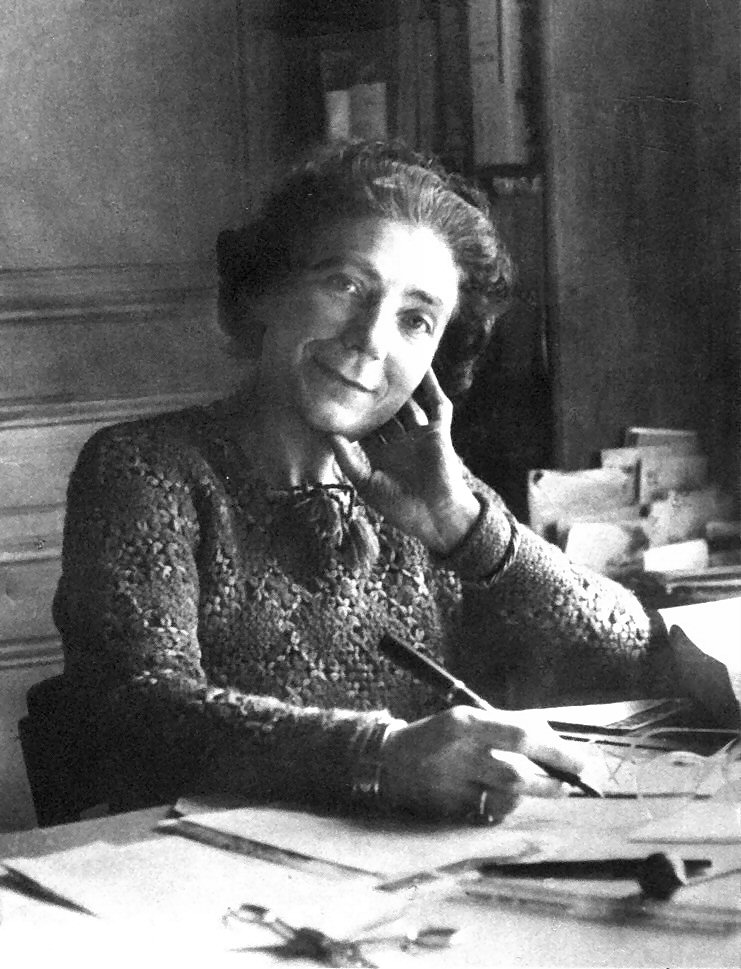
Marguerite-Marie Dubois, 1965

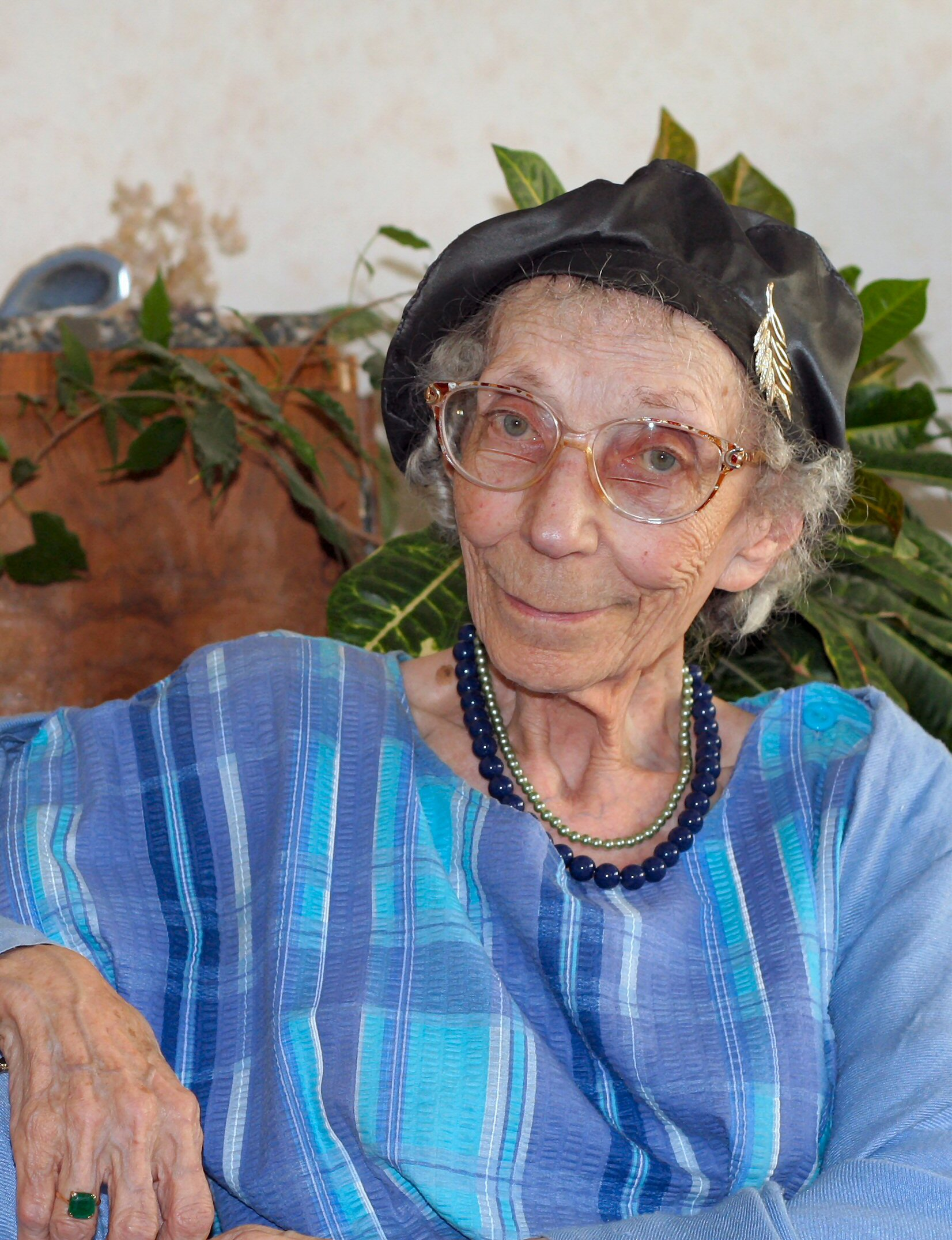
Marguerite-Marie Dubois, 2006

Marguerite-Marie Dubois (* 5. April 1915 in Limoges; † 29. März 2011 in Paris) war eine französische Anglistin, Romanistin, Mediävistin und Lexikografin.

## Leben und Werk
Marguerite-Marie Dubois habilitierte sich an der Sorbonne mit den Thèses Ælfric sermonnaire, docteur et grammairien. Contribution à l'étude de la vie et de l'action bénédictines en Angleterre au Xe siècle (Paris 1942) und Les éléments latins dans la poésie religieuse de Cynewulf  (Paris 1942). Da sich ihr Lehrer René Huchon 1940 aus Verzweiflung über die Niederlage Frankreichs das Leben nahm, wurde sie noch vor der Habilitation mit seiner Vertretung beauftragt. An der Sorbonne lehrte sie englische Philologie des Mittelalters, als ordentliche Professorin an der Universität Paris IV von 1970 bis zu ihrer Emeritierung 1983 Literatur und Zivilisation des Mittelalters allgemein (ab dem Tod ihres Kollegen Jean-Robert Simon [1925–1974] zusätzlich auch die englische Philologie).
Besonders bekannt wurde Marguerite-Marie Dubois durch das 1960 im Verlag Larousse erschienene Wörterbuch Englisch-Französisch, Französisch-Englisch, das über Jahrzehnte verlegt wurde. 

## Werke

### Mediävistik
- (Hrsg.) Le roman d'Arthur et des chevaliers de la Table Ronde. Extraits, Paris 1948; Thomas Malory, Le Morte Darthur. Extraits, Paris 1993
- Un pionnier de la civilisation occidentale. Saint Colomban 540-615, Paris 1950 (englisch: Saint Columban. A Pioneer of Western Civilization, Dublin 1961)
- La littérature anglaise du Moyen Age, Paris 1962

### Linguistik
- (mit Charles Cestre) Grammaire complète de la langue anglaise, Paris 1949, 1972
- (mit Barbara Shuey, Denis J.Keen et L. Crocker) Dictionnaire américain-français, français-américain,  Paris 1955
- (mit anderen) Dictionnaire moderne français-anglais, anglais-français, Paris 1960, 1969, 1981
- (mit anderen) Dictionnaire français-anglais de locutions et expressions verbales, Paris 1973
- Miscellanées de philologie et d’histoire. Histoire, étymologie, lexicologie (France-Angleterre), Toulon 2009 (Artikel aus Vie et Langage, Oktober 1952 bis August 1967; Vorwort durch André Joly)

### Essay
- Générations en conflit, Lyon 1963 (deutsch: Die Brücke des Verstehens. Das Generationenproblem in der Familie [übers. von Leo Pollmann], Freiburg 1964; italienisch 1965, spanisch 1967)